# Liste des Ogiso
Les Ogisos sont des rois semi-mythologiques du royaume du Bénin. La tradition orale fait remonter ces rois à des datations qui relèvent de la légende. Ogiso signifie roi du ciel en édo et la tradition orale suggère que trente et un de ces rois se succèdent pour gouverner sur la ville d'Edo. Cependant, la chronologie et l'existence des Ogisos suscitent des débats, leur histoire étant entrelacée de légendes et de révisions chronologiques. Ainsi, la datation légendaire s'étend jusqu'au Ier siècle tandis que les historiens estiment qu'ils gouvernent probablement entre le Xe siècle et le XIIIe siècle. 

## Aspects mythologiques
Ils sont désignés comme roi du ciel par contraction des termes ogie (roi) et iso (ciel) en édo. La tradition attribue aux Ogisos des pouvoirs mythiques. Ils apparaissent dans plusieurs contes et récits traditionnels édos avec la capacité de dialoguer avec des animaux, des plantes ou des objets. Selon cette tradition, trente et un ogisis règnent successivement, Jacob Engharevba en dénombre quinze tandis que Daryl Peavy nomme les trente et un en s'appuyant sur les différentes traditions orales.
Le mode de succession des Ogisos est inconnu, mais la primogéniture pourrait être le principal motif de par les coutumes populaires. Toujours selon la tradition orale, le premier Ogiso, Obagodo ou Igodo, aurait gouverné et fondé le royaume d'Igodomigodo après avoir rencontré un peuple parlant l'édo. 

## Historique
Au départ, selon la tradition orale, le Benin porte le nom d'Igodomigodo et est dirigé par les Ogiso. Pendant le règne des Ogisos, les terres d'Edo ont des centres administratifs ou des capitales à Ugbeku puis à Ore Edo, aujourd'hui Benin City. L'autonomie communautaire est accordée à chaque communauté par les Ogiso pendant leur règne.
Durant le règne des Ogiso, l'Igodomigodo est un petit État dont le système gouvernemental s'appuie sur deux entités : le premier se charge de la nomination du roi, le second (l'Uzama) se compose de chefs et nobles qui exercent le contrôle sur les différents quartiers du royaume. Le conseil des Uzama survit durant l'ère des Obas et se composent de plusieurs titres créés par les Ogisos.
L'ère des Ogisos vient à son terme lorsqu'Ogiso Owodo est banni du Bénin à cause de l'hostilité du peuple à l'égard de sa gouvernance cruelle. Son unique héritier est à son tour exilé et un gouvernement républicain se met en place durant près d'un siècle. L'un des chefs, Evian, nomme son fils Ogiamwen à sa succession et les autres chefs s'y opposent. Ils réclament l'aide de la ville d'Ife afin de leur envoyer un descendant royal. Ọranyan se rend à Edo mais ne parvient pas à gouverner efficacement, il nomme alors son fils Eweka Ier qui devient le premier Oba du Bénin et crée une nouvelle dynastie.

## Problèmes de la tradition orale
Les études concernant la chronologie des Ogisos est en lien direct avec la formation du Royaume du Bénin et ne permettent pas de donner de date aussi précises que celles proposées par Daryl Peavy et exploitée dans le tableau ci-dessus. Selon la tradition orale, le dernier Ogiso, Owodo, est banni de la gouvernance d'Edo et mène à une période d'interrègne avant l'avènement des Obas. Selon Talbot, l'influence des Ogiso sur les Edos remonte aux raids Yoruba qui prennent le contrôle de la ville. Celle-ci est alors dirigée par des nobles et le conseil Uzama.
Les rois ogisos sont considérés comme des rois semi-mythologiques dont l'existence reste discutée. Selon Eisenhofer, le début du règne des Ogisos remonterait en réalité au IXe siècle par Ogiso Ere qui introduit l'ekete (trône royal), les différents sièges des autres titres, les épées Ada et Eben (épées rituelles de l'autorité) ainsi que différents regalia.
Dans une étude ultérieure, Uyilawa Usuanlele et Toyin Falola soulignent les problématiques entre les différentes versions du texte d'Egharevba qui, initialement, confondait les Ogiso avec le nom d'un seul roi, puis par la suite leur donne plus d'importance en les associant à une migration provenant du Soudan et la région des Nupe. Ces changements sont perçus par Bradbury comme une tentative de rendre plus réaliste l'ère des Ogiso en réaction aux doutes sur l'existence de cette période.
Une confusion chronologique s'opère également entre l'ère des Ogisos et l'ancienneté de la fondation de la ville d'Edo, mêlant l'ensemble aux croyances locales telles qu'envers Osanobua, le dieu suprême. Les Ogisos auraient installé leur palais à l'est de la ville car il est prétendu que le dieu créateur réside là où se lève le soleil.
Une révision chronologique établit le règne moyen de chaque Ogiso à environ 8,5 ans, soit des règnes relativement courts qui témoignent d'une certaine fragilité de leur autorité. Cette estimation coïncide avec le fait qu'entre 1000 et 1300, la région fait office d'exception et est habitée par plusieurs ethnies différentes, soit la durée éventuelle de 31 règnes de 8,5 ans.

## Liste traditionnelle
Il s'agit d'une liste des Ogisos (rois) indépendants d'Igodomigodo, avant de devenir le royaume du Bénin sous la dynastie des Oba du Bénin, d'environ 100 avant notre ère jusqu'à 1 200 de notre ère. La datation est basée sur le récolement de la tradition orale des Edos effectué par Daryl Peavy,. Ces dates ne sont cependant pas corroborées par la tradition récoltée par Egharevba de 1936 à 1968.
| Nom                               | Mentionné par Egharevba | Règne          |
| --------------------------------- | ----------------------- | -------------- |
| Ogiso Igodo (en)                  | Oui                     | 40 BCE - 16 CE |
| Ogiso Ere                         | Oui                     | 16-66          |
| Ogiso Orire "Le Jeune"            | Oui                     | 66-100         |
| Interrègne                        |                         | 100-385        |
| Ogiso Odia                        |                         | 385-400        |
| Ogiso Ighido                      |                         | 400-414        |
| Ogiso Evbobo                      |                         | 414-432        |
| Ogiso Ogbeide "L'aigle fier"      |                         | 432-447        |
| Ogiso Emehen "L'oracle"           |                         | 447-466        |
| Ogiso Ekpigho                     | Oui                     | 466-482        |
| Ogiso Akhuankhuan                 | Oui                     | 482-494        |
| Ogiso Efeseke                     |                         | 494-508        |
| Ogiso Irudia                      |                         | 508-522        |
| Ogiso Orria                       | Oui                     | 522-537        |
| Ogiso Imarhan                     |                         | 537-548        |
| Ogiso Etebowe                     |                         | 548-567        |
| Ogiso Odion                       |                         | 567-584        |
| Ogiso Emose (Peut être une femme) | Oui                     | 584-600        |
| Ogiso Ororo (Peut être une femme) | Oui                     | 600-618        |
| Ogiso Erebo                       |                         | 618-632        |
| Ogiso Ogbomo                      |                         | 632-647        |
| Ogiso Agbonzeke                   |                         | 647-665        |
| Ogiso Ediae                       |                         | 665-685        |
| Ogiso Oriagba (en)                | Oui                     | 685-712        |
| Ogiso Odoligie (en)               | Oui                     | 712-767        |
| Ogiso Uwa (en)                    | Oui                     | 767-821        |
| Ogiso Ehenneden (en)              | Oui                     | 821-871        |
| Ogiso Ohuede (en)                 |                         | 871-917        |
| Ogiso Oduwa (en)                  |                         | 917-967        |
| Ogiso Obioye (en)                 | Oui                     | 967-1012       |
| Ogiso Arigho (en)                 | Oui                     | 1012–1059      |
| Ogiso Owodo (en)                  | Oui                     | 1059–1100      |